# Російський світ (фонд)
Фонд «Російський світ» (рос. Фонд «Русский мир», «Русскій мір») — інструмент реалізації офіційної культурної політики РФ, російська організація, що декларує своєю метою популяризацію російської мови та культури, а також підтримку програм вивчення російської мови в різних країнах світу. Як і Російська православна церква є своєрідною «м'якою силою» для поширення і легітимізації російського релігійного, культурного, політичного та ідеологічного впливу.
Фонд «Русский мир», по суті, є одним зі структурних підрозділів Служби зовнішньої розвідки РФ.

## Історія
Фонд «Русскій мір» у 2007 році, коли Путін, будучи незадоволеним роботою Російського центру міжнародної наукової і культурної співпраці при МЗС РФ «Росзакордонцентр» у сфері просування русского міру у світ, своїм указом розширив Росзакордонцентр й створив фундацію «Русскій мір»
Фонд створений 21 червня 2007 року указом Президента Російської Федерації В. В. Путіна № 796. Фонд створений як «недержавний центр підтримки та популяризації російської мови і культури». Його засновниками є Міністерство закордонних справ Російської Федерації (МЗС Росії) і Міністерство освіти і науки Російської Федерації (Міносвіти Росії). Фонд зареєстрований як громадська організація.
У 2007 році В'ячеслав Никонов особисто Путіним призначений на посаду виконавчого директора правління урядового фонду «Русский мир». В'ячеслав Никонов є сином високопоставленого офіцера НКВС й онук сталінського наркома закордонних справ В'ячеслава Молотова. Свою кар'єру починав завсектором ЦК КПРС, помічником керівника КДБ СРСР. Є президентом фонду «Політика».
Завдання Фонду багато в чому ідентичні завданням Росспівробітництва. Одним з пріоритетних напрямів діяльності Фонду є
створення російських центрів і кабінетів «Русского мира» за кордоном.
В Україні діють 12 російських центрів у містах; Києві, Горлівці, Дніпропетровську, Донецьку, Запоріжжі, Кривому Розі, Луганську, Миколаєві, Одесі, Рівному, Харкові, Херсоні.
У загальному фонд «Русский мир» та Росспівробітництво певною мірою нагадують за своїми функціями і завданнями такі організації, як Гете-Інститут (Німеччина), «Альянс Франсез» (Франція), Інститут Сервантеса (Іспанія), міжнародну мережу Інститутів Конфуція, що створюються Державною канцелярією з поширення китайської мови за кордоном (Китай), за тим винятком, що згадані організації не ставлять своїм завданням сприяння інтеграційним процесам у межах відповідних мовних спільнот.
Московський політтехнолог В'ячеслав Никонов займається проєктом псевдорусинського руху на Закарпатті з 2005 року. Закарпатське обласне управління СБУ у листопаді 2008 року проводило допит священника Московського патріархату Дмитра Сидора щодо його заяв і рішень промосковської організації «Сойм підкарпатських русинів» про створення на Закарпатті автономії псевдорусинів, а також щодо його відносин з РПЦ та фінансування його діяльності.
Регулярним заходом організованим фондом «Русский мир» є Асамблеї «Русского мира». 3 листопада 2009 року на ІІІ Асамблеї «Русского мира» очільник РПЦ патріарх Кирило (Гундяєв) виклав власне бачення терміну «російський світ».
Як окреме завдання, для фонду «Русский мір» поставлено «взаємодію з РПЦ та іншими конфесіями у справі просування російської мови та російської культури».
Фонд «Русскій мір» дає гранти (робить пожертви) на реалізацію проєктів, спрямованих на популяризацію російської мови і культури і підтримку програм вивчення російської мови, на підставі договорів гранту (пожертви), які укладаються з одержувачами грантів (пожертвувань).
У 2011—2012 навчальному році члени кафедри філології ХНАДУ тісно співпрацювали з Міжнародною асоціацією викладачів російської мови і літератури, фондом «Русскій мір».
Донецький національний університет в рамках заходів з 17 по 20 жовтня 2017 р, присвячених 80-річному ювілею ЗВО, проводив «міжнародну» наукову конференцію студентів і молодих вчених «Донецькі читання 2017: Русский мир як цивілізаційна основа науково-освітнього і культурного розвитку Донбасу». У програмі були засідання та круглі столи за участю представників наукової спільноти Росії і Білорусі. Було заявлено, що «в рамках проєкту Фонду „Русскій мір“ кращі студенти та молоді вчені ДонНУ пройдуть стажування у вишах РФ і отримають можливість ознайомитися з провідними російськими науковими школами.
Центр російської культури Харківського гуманітарного університету „Народна українська академія“ на IV Асамблеї Руского міра нагороджений Дипломом Фонду „Русскій мір“ за активну популяризацію російської мови, культури, науки, історії та традицій Руского міра.

## Склад правління і опікунської ради фонду

### Склад правління від 21 червня 2007 року до 27 липня 2011
Указом Президента Російської Федерації від 21 червня 2007 року № 796 затверджено наступний склад правління фонду:
- Виконавчий директор правління фонду: Никонов В. А. — президент фонду „Політика“[20]
- Члени правління фонду:
  - Калина І. І. — Керівник Департаменту міста Москви
  - Моргунов С. Є. — генеральний директор фонду «Політика»
  - Прокоф'єв П. А. — заступник директора департаменту Генерального секретаріату МЗС Росії
  - Шарков А. С. — начальник департаменту референтури Президента Російської Федерації

### Склад правління з 27 липня 2011
Указом Президента Російської Федерації від 29 липня 2011 затверджено наступний склад правління фонду:
- Виконавчий директор правління фонду: Никонов В. А. — президент фонду «Політика»
- Члени правління фонду:
  - Мединський В. Р. — депутат Державної Думи Федеральних Зборів Російської Федерації (за узгодженням)
  - Молчанов Д. В. — директор Департаменту культури Апарату Уряду Російської Федерації
  - Ничко В. В. — директор Департаменту міжнародного співробітництва Міністерства освіти та науки Росії
  - Прокоф'єв П. А. — Заступник директора департаменту Генерального секретаріату МЗС Росії
  - Винокуров С. Ю. — Начальник Управління Президента Російської Федерації з міжрегіональних і культурних зв'язків із зарубіжними країнами
  - Шарков А. С. — Начальник департаменту референтури Президента Російської Федерації

### Склад опікунської ради від 21 червня 2007 до 13 січня 2010 року
Указом Президента Російської Федерації від 21 червня 2007 року № 796 затверджено наступний склад опікунської ради фонду:
- Голова: Вербицька Л. А. — президент Міжнародної асоціації викладачів російської мови і літератури, президент Санкт- Петербурзького державного університету
- Члени опікунської ради:
  - Амвросій (Єрмаков В. А.) — єпископ Бронницький, вікарій Московської єпархії Російської Православної Церкви
  - Богданов С. І. — голова наглядової ради Російського товариства викладачів російської мови і літератури, декан філологічного факультету Санкт-Петербурзького державного університету
  - Дзасохов О. С. — член Ради Федерації Федеральних Зборів Російської Федерації — представник у Раді Федерації Федеральних Зборів Російської Федерації від виконавчого органу влади Республіки Північна Осетія — Аланія (за узгодженням)
  - Добродєєв О. Б. — генеральний директор ВГТРК
  - Ігнатенко В. М. — генеральний директор ИТАР-ТАСС
  - Костомаров В. Г. — президент Державного інституту російської мови імені О. С. Пушкіна
  - Ліпскеров Д. М. — член Громадської палати Російської Федерації
  - Митрофанова Е. В. — керівник Російського центру міжнародного наукового і культурного співробітництва при МЗС Росії
  - Лавров С. В. — Міністр закордонних справ Російської Федерації
  - Михалков М. С. — президент Російського фонду культури
  - Нарочницька Н. О. — депутат Державної Думи Федеральних Зборів Російської Федерації (за узгодженням)
  - Поллиєва Д. Р. — помічник Президента Російської Федерації
  - Фурсенко А. О. — Міністр освіти і науки Російської Федерації
  - Юрков Е. Е. — заступник генерального секретаря Міжнародної асоціації викладачів російської мови і літератури, завідувач кафедрою філологічного факультету Санкт-Петербурзького державного університету

### Склад опікунської ради від 13 січня 2010
Указом Президента Російської Федерації від 13 січня 2010 року № 64 затверджено наступний склад опікунської ради фонду:
- Голова: Вербицька Л. О. — президент Міжнародної асоціації викладачів російської мови і літератури, президент федерального державного освітнього закладу вищої професійної освіти "Санкт-Петербурзький державний університет".
- Члени опікунської ради:
  - Богданов С. І. — голова наглядової ради Російського товариства викладачів російської мови і літератури, декан факультету філології та мистецтв федерального державного освітнього закладу вищої професійної освіти «Санкт-Петербурзький державний університет»
  - Винокуров С. Ю. — начальник Управління Президента Російської Федерації з міжрегіональних і культурних зв'язків із зарубіжними країнами
  - Дзасохов А. С. — голова комісії Ради Федерації з культури (за згодою)
  - Добродєєв О. Б. — генеральний директор ВГТРК
  - Ігнатенко В. М. — генеральний директор ИТАР-ТАСС
  - Іларіон (Алфєєв Г. В.) — архієпископ Волоколамський, голова Відділу зовнішніх церковних зв'язків Московського Патріархату
  - Костомаров В. Г. — президент державного освітнього закладу вищої професійної освіти «Державний інститут російської мови імені О. С. Пушкіна»
  - Лавров С. В. — Міністр закордонних справ Російської Федерації
  - Михалков М. С. — президент некомерційної організації «Російський фонд культури»
  - Мухаметшин Ф. М. — керівник Росспівробітництва
  - Нарочницька Н. О. — президент міжнародного громадського фонду «Фонд вивчення історичної перспективи»
  - Піотровський М. Б. — директор федерального державного закладу культури «Державний Ермітаж»
  - Фурсенко А. О. — Міністр освіти і науки Російської Федерації
  - Юрков Е. Е. — заступник генерального секретаря Міжнародної асоціації викладачів російської мови і літератури, завідувач кафедрою факультету філології та мистецтв федерального державного освітнього закладу вищої професійної освіти «Санкт-Петербурзький державний університет»
  - Якунін В. І. — президент відкритого акціонерного товариства «Російські залізниці», голова опікунської ради Фонду Андрія Первозванного і Центру національної слави

## Фінансування
В законі про федеральний бюджет на 2009 р. на фінансування фонду виділено 500 млн руб.